# Wolfgang Schmelzer

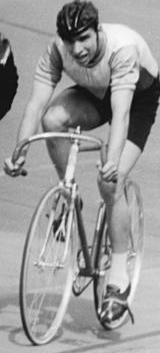
Wolfgang Schmelzer (1961)

Wolfgang Schmelzer (* 13. Juni 1940 in Berlin) ist ein ehemaliger Radrennfahrer aus der DDR.

## Sportliche Laufbahn
Wolfgang Schmelzer, der zunächst für den SC Einheit Berlin, ab 1963 für den TSC Berlin und ab 1970 bei der Post Berlin fuhr, war einer der erfolgreichsten Bahnradsportler der DDR in den 1960er und Anfang der 1970er Jahre. Er errang 15 DDR-Meistertitel in verschiedenen Disziplinen, in der Mannschaftsverfolgung, dem Zweier-Mannschaftsfahren sowie im Steherrennen. 1968 startete er bei den Olympischen Sommerspielen in Mexiko-Stadt in der Mannschaftsverfolgung, gemeinsam mit Heinz Richter, Rudolf Franz und Manfred Ulbricht, jedoch ohne einen vorderen Rang zu belegen.
Schmelzer, von Freunden „Pingo“ genannt, eroberte am 13. September 1970 in Brno als Steher – wie im Jahr zuvor die Würde des „Internationalen Meisters der ČSSR“ hinter seinem Schrittmacher Heinz Stöber. Die Internationale Stehermeisterschaft von Berlin in der Werner-Seelenbinder-Halle konnte er von 1970 bis 1973 gewinnen. 1963 hatte er auf dieser Bahn mit Cees Lute die Sechs-Tage-Parade gewonnen. 1961, 1963 und 1964 gewann er die Internationale Omnium-Meisterschaft von Berlin auf der Radrennbahn der Werner-Seelenbinder-Halle mit Siegfried Köhler als Partner. 1972 gewann er den Großen Preis der Stadt Leipzig im Steherrennen. Schmelzer war auch im Straßenradsport erfolgreich. 1968 siegte er im Eintagesrennen Berlin–Bad Freienwalde–Berlin.

## Berufliches
Nach seiner sportlichen Karriere arbeitete er als BZA-Fotograf und später als freier Sportfotograf.

## Auszeichnungen
Am 16. Dezember 1961 wurde er mit dem Ehrentitel Verdienter Meister des Sports ausgezeichnet.